# 平度外向型工业加工区
平度外向型工业加工区是中国山东省平度市的一个省级外向型工业加工区。该区位于平度城区东缘，总体规划面积6平方千米。起步区2.2平方公里，成立于1992年12月。